# Варшавська битва. 1920
«Варшавська битва. 1920» (пол. 1920 Bitwa warszawska) — польський військовий та історичний фільм, знятий кінорежисером Єжи Гофманом у 2011 році, події у якому розгортаються на тлі польсько-радянської війни 1920 року, коли більшовицька армія Західного фронту під командуванням Михайла Тухачевського зазнала поразки у боях під польською столицею, у результаті чого була відстояна незалежність Польщі.
Загальнопольська прем'єра відбулась 30 вересня 2011 року. Фільм взяв участь в Київському Міжнародному кінофестивалі «Молодість» (22 жовтня 2011, фільм — відкриття фестивалю), а також демонструвався в рамках Фестивалю польського кіно «Під Високим Замком» (Львів, 21 – 30 вересня 2012).

## Сюжет фільму
Події у фільмі розгортаються під час польсько-радянської війни влітку 1920 року.
Польський поет, Ян Криніцкий (актор Борис Шиц), улан, напередодні виступу з Військом Польським з Варшави одружується з польською естрадною актрисою Олею (похідне від імені Олександра) (Наташа Урбанська). Шлюб їм дає отець Іґнаци Скорупка (Лукаш Ґарліцкий).
Більшовики на чолі з Володимиром Леніном приймають рішення про вторгнення в Польщу, а також Німеччину та Францію з метою поширення пролетарської революції на інші країни.
Польські війська вступають у Київ.
Ян Криніцкий на фронті під час перепочинку глузливо читає більшовицьку листівку із зверненням до польських солдатів. Офіцер, який чує це, мимохідь глузливо висловлюється на адресу нареченої Яна, чию світлину він випадково бачить, і Ян перемагає його на дуелі. За це Яна звинуватили в агітації, заарештували і засудили військовим судом до смертної кари. Рятує його від виконання вироку наступ військ противника. Командувач більшовицьким підрозділом чекіст Биковський (Адам Ференци), симпатизуючи засудженому до смертної кари військовику «буржуазної» польської армії, пропонує Криніцкому залишитися з ним як перекладач-редактор для надання допомоги у підготовці пропагандистських листівок, чим змусив його перебувати у більшовицькому підрозділі.
Оля дізнається про загибель чоловіка у бою від Болеслава Віняви-Длуґошовського (Богуслав Лінда). Настійно нав'язливий капітан Костжева (Єжи Боньчак) розповідає їй про перехід Криніцкого до лав більшовицьких військ.
Криніцкий тікає від більшовиків і приєднується до підрозділу козаків (ймовірно, Булак-Балаховича), що перейшли на польський бік. Незабаром йому вдається добратись до польських військ.
Оля, побачивши загрозу, що виникла від наступу більшовицької армії та будучи не в стані перенести бездіяльності, йде медсестрою до польської армії.
Польський маршал Юзеф Пілсудський (Даніель Ольбрихський), розробляє самостійно план контрнаступу. Польській контррозвідці вдається розкрити шифри радіозв'язку більшовицьких армій, а безперервним передаванням на їх частотах тексту Святого Письма заглушити радіозв'язок між ними.
Кульмінацією війни є протистояння польських і більшовицьких військ під Варшавою. У чуді над Віслою польські війська отримують перемогу, військо більшовицьке зазнало розгрому. Гине на полі бою капелан польського війська Ігнаци Скорупка. Криніцкий отримує поранення. Він потрапляє у польовий шпиталь, в якому працює медсестрою Оля. Молода пара знову разом.

## Створення
Знімання фільму розпочалось 29 червня 2010, його створено у форматі 3D. Консультантом з історії був професор Януш Цісек. Музику написав Кшесімір Дембіцкі; за батальні сцени відповідав Томаш Бєравський, а за грим відповідали Міра Войтчак та Ліліана Галонзка. При зніманні фільму взяло участь 3,5 тисячі статистів. Бюджет фільму склав 27 мільйонів польських злотих (9 млн американських доларів).
Знімання фільму закінчено 30 вересня 2010. Фільм був частково профінансований польським банком Bank Zachodni WBK та Польським інститутом кіно (пол. Polski Instytut Sztuki Filmowej).

## Ролі
- Даніель Ольбрихський — Юзеф Пілсудський
- Борис Шиц — Ян Криніцкий, польський військовик, улан
- Наташа Урбанська — Оля Ранєвська, дружина Яна, актриса театру-ревю
- Мар'ян Дзендзель — Тадеуш Розвадовський, генерал
- Богуслав Лінда — Болеслав Венява-Длугошовський, полковник
- Єжи Боньчак — капітан Костжева
- Єва Вишневська — Ада
- Станіслава Селіньська — пані Здзіся
- Адам Ференци — чекіст Биковський
- Ольга Кабо — Софія Ніколаєвна
- Лукаш Ґарліцкий — отець Іґнаци Скорупка
- Анжей Стшелецький — Вінцентій Вітос, прем'єр-міністр
- Віктор Зборовський — Шарль де Голль
- Войцех Пшоняк — Максим Вейган, французький генерал
- Бартош Опаня — Болеслав Язвіньский, полковник
- Олександр Домогаров — сотник Кришкін
- Артур Овчарек — американський журналіст
- Яцек Понедзялек — Юзеф Галлер, генерал
- Юзеф Даріуш — Владислав Сікорський
- Міхал Жебровський — Владислав Грабський, прем'єр-міністр
- Олександр Хошабаєв — Михайло Тухачевський
- Ігор Гузун — Йосип Сталін
- Віктор Балабанов — Володимир Ленін
- Кшиштоф Драч — Лев Троцький
- Збігнєв Замаховський — Мацей Ратай
- Анджей Копичиньський

## Сприйняття фільму
Павел Феліс, рецензент «Газети Виборчей», присвоїв фільму дві зірочки за 6-ступеневою шкалою і скритикував фільм як «мішанину, історичну видумку, котра незграбно імітує великі емоції, а насправді є лише хаотичним збором примарних фрагментів» та відзначив брак психологічної глибини героїв.
Яцек Раковецький, головний редактор видання «Film», оцінив кінопродукт позитивно, називаючи його «другим чудом над Віслою». Журналіст звернув увагу у першу чергу на професіаналізм оператора Славоміра Ідзяка в технології 3D, а також «вміло реалізовану режисером історію кохання».
Згідно з «Газетою Виборчою», усереднена оцінка фільму, вирахувана на базі листів та сервісів, таких як «Ньюсвік», «Rzeczpospolita», «Przekrój», onet.pl чи fdb.pl, становить 4/10.
Одночасно одна з рецензій британської преси є дуже позитивною і згідно з рецензентом — це фільм, що пробуджує захоплення.

## Цікаві факти
- Це перший польський історичний фільм, що повністю реалізований в технології 3D.
- Для потреб фільму було виготовлено два дублікати танку Рено FT-17. З огляду на короткий час для підготовки техніки (чотири місяці) моделі не повністю відтворили оригінал через недостачу комплектації для внутрішнього оснащення[9].

## Зовнішні посилання
- Сергій Гірік. Політика образів. Стереотипні та нестереотипні уявлення в сучасному польському історичному кіно (у статті зокрема йдеться про фільм "Варшавська битва. 1920") [Архівовано 20 січня 2013 у Wayback Machine.]

## Кінематографія
- 1920 Варшавська битва (2011) / 1920 Bitwa Warszawska (2011) [Архівовано 16 травня 2022 у Wayback Machine.]